# Großer Speikkogel
Großer Speikkogel (2140 m n. m.) je vrchol v pásmu Koralpe v Lavanttalských Alpách, části Východních Alp. Nachází se v rakouských Korutanech. Jedná se o nejvyšší vrchol pásma Koralpe. Z vrcholu jsou bohaté výhledy; může se mimo jiné vidět: Saualpe, Seetalské Alpy, Packalpe, Gleinalpe. Horizont na jihu je posetý ostřejšími vrcholy, jako je např. pohoří Karavanky či Julské Alpy a dále jsou vidět Ennstalské Alpy a Nízké Taury.